# Acromyrmex fracticornis
Acromyrmex fracticornis é uma espécie de inseto do gênero Acromyrmex, pertencente à família Formicidae.